# نشان ملی اوکراین
نشان ملی جمهوری اوکراین در سال  ۱۹۹۲ میلادی جایگزین نشان رسمی جمهوری سوسیالیستی اوکراین شوروی گردید نیزه سه شاخه به کار رفته در آن نماد رسمی کشور اوکراین می‌باشد و رنگ های آن از رنگ‌های پرچم این کشور اقتباس شده‌است.

## پشینه تاریخی
نشان اوکراین یک سپر آبی با سه‌طرفه طلایی است.  این نشان که رسماً به‌عنوان نشان ایالت سلطنتی ولدیمیر کبیر یا به زبان محاوره ای تریزوب (به اوکراینی: тризуб) شناخته می‌شود، از علامت سه گانه مهر ولودیمیر، اولین شاهزاده بزرگ کیف گرفته شده‌است.
الگو:Expand Ukrainian
نماد مدرن "سه تایی" به‌عنوان نشان جمهوری خلق اوکراین در فوریه 1918 پذیرفته شد. این طرح دارای نمونه هایی در مهرهای کیوان روس است. اولین شواهد باستان شناسی و تاریخی شناخته شده از این نماد را می توان بر روی مهرهای سلسله روریک یافت. با این حال، به گفته پریتساک، تامگا یا مهر سه گانه تلطیف شده‌ای که توسط حاکمان روس مانند اسویاتوسلاو اول کیف و تامگا های مشابهی که در خرابه‌ها یافت شده‌است، منشأ خزری دارند.
بر روی سکه های طلا و نقره صادر شده توسط شاهزاده ولدیمیر کبیر (۹۸۰-۱۰۱۵) که احتمالاً این نماد را از اجداد خود (مانند سواتوسلاو اول ایگوروویچ) به‌عنوان نشان سلطنتی به ارث برده بود، مهر شد و او آن را به  پسران او، سویاتوپولک اول (۱۰۱۵-۱۹) و یاروسلاو حکیم (۱۰۱۹-۵۴). این نماد همچنین بر روی آجرهای کلیسای دهک در کیف، کاشی‌های کلیسای جامع Dormition در Volodymyr و سنگ‌های کلیساها، قلعه‌ها و کاخ‌های دیگر یافت شد. نمونه‌های زیادی از آن در سرامیک‌ها، سلاح‌ها، حلقه‌ها، مدال‌ها، مهرها و نسخه‌های خطی استفاده می‌شود.

The seal of Sviatoslav the Brave (945)
Coin of Volodymyr the Great (980)
Coin of Yaroslav the Wise (1019)
The coat of arms of the Ukrainian People's Republic (1918)
The Greater coat of arms of the Ukrainian People's Republic, (1918)
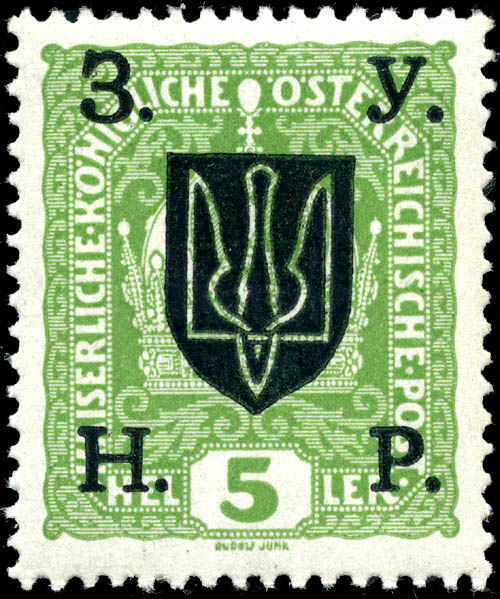
The Ukrainian trident overprint of May 1919 on a five-heller stamp of Austria-Hungary

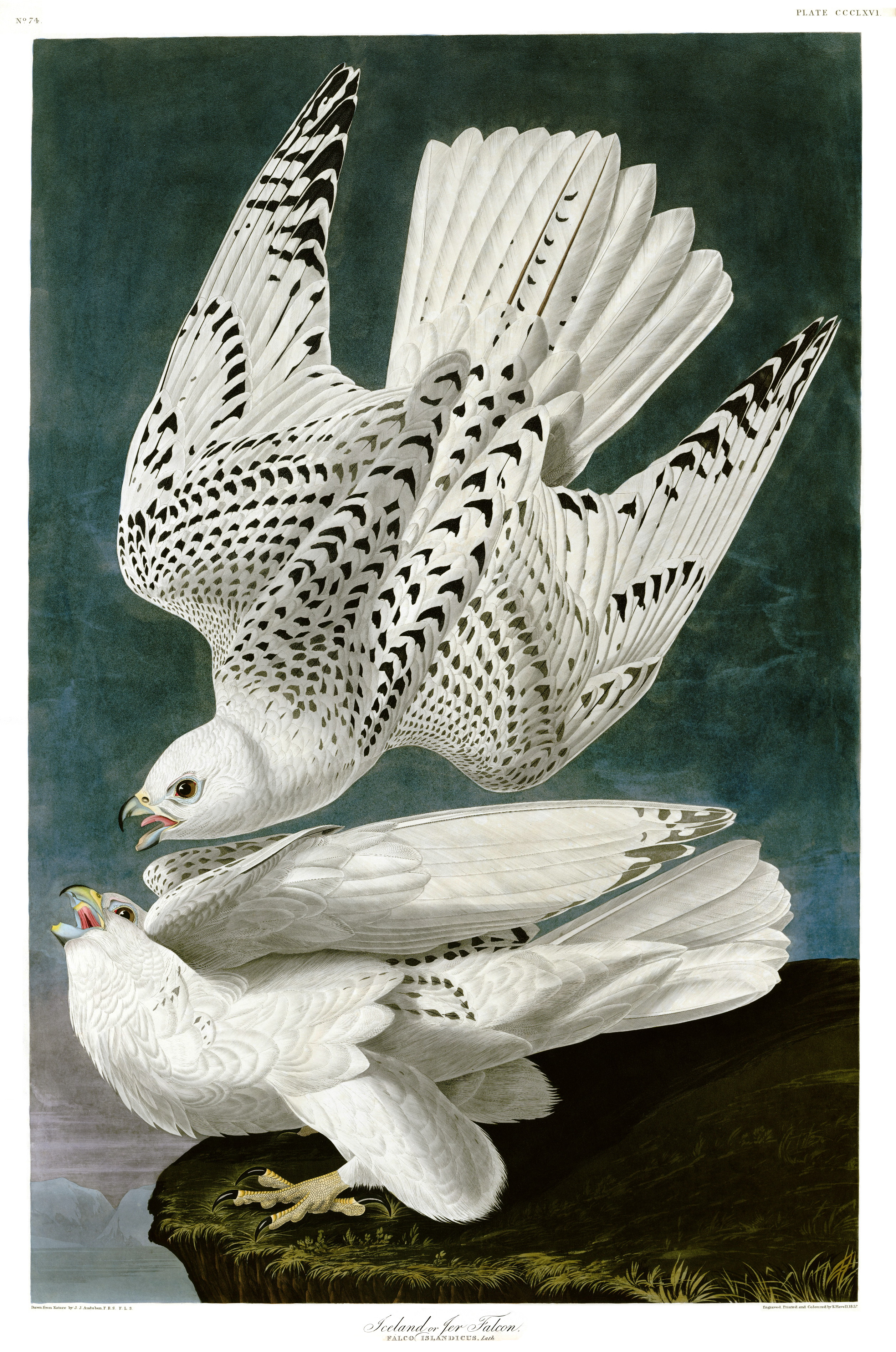
The white gyrfalcon, possibly the inspiration for Ukraine's trident.

اکثر مورخان توافق دارند که نماد قرون وسطی به عنوان تصویر سه گانه در نظر گرفته نشده‌است، بلکه نمادی از تثلیث مقدس بوده‌است. همچنین به احتمال زیاد یک شاهین سبک شده بود. تصاویری از یک شاهین پرنده با یک صلیب مسیحی بالای سرش در لادوگا قدیم، اولین مقر سلسله روریک کیوان، از تبار اسکاندیناوی، یافت شده است. چنین شاهینی به همراه یک صلیب بر روی سکه‌های اولاف گوتفریتسون، پادشاه وایکینگ دوبلین و نورثامبریا نیز دیده می‌شود.
شاهین برای قرن‌ها یک ورزش سلطنتی در اروپا بوده‌است. شاهین نروژی (به نام شاهین نروژی نیز شناخته می‌شود) پرنده سلطنتی محسوب می‌شد و در یکی از اولین حماسه‌های روتنیا، شعر قرن دوازدهم The Tale of Ihor's Tale of Ihor's Tale of Ihor's Campaign نام برده می‌شود.
تصاویر بعدی از سه گانه ("tryzub") در میان روریکیدها بیشتر شبیه یک بیدنت یا حرف "U" است که در الفبای سیریلیک مدرن نیز صدای "u" را در "اوکراین" نشان می‌دهد (اگرچه الفبای سیریلیک در آن زمان بود. از این حرف به صورت جداگانه استفاده نکرد و به جای آن از دیگراف ОѴ/оу یا تک نگار آن Ꙋ استفاده کرد.

## نگارخانه

### Greater coat of arms

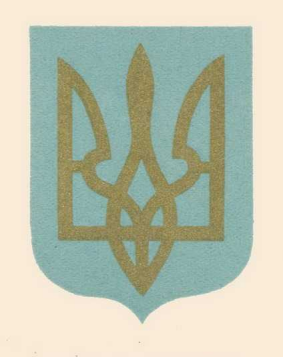
Mykola Bytynskyi's proposal
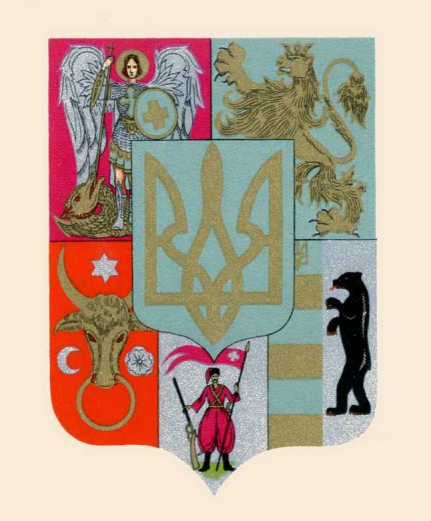
Mykola Bytynskyi's proposal
Mykola Bytynskyi's proposal
Mykhailo Hrushevskyi's proposal
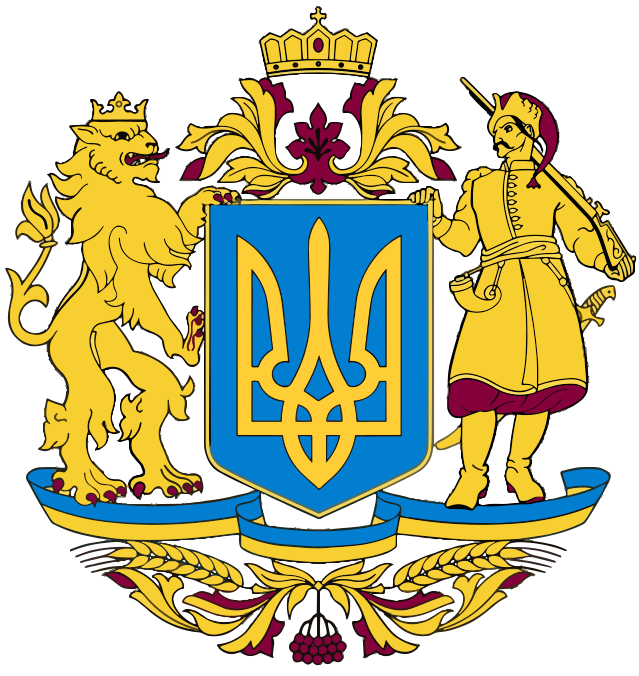
2007 proposal

نشان رسمی جمهوری سوسیالیستی اوکراین شوروی(۱۹۱۹-۱۹۹۱)
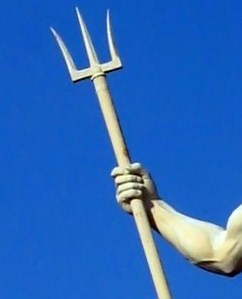
یک نیزه سه شاخه